# Jori Mørkve
Jori Mørkve (* 29. Dezember 1980 in Voss) ist eine ehemalige norwegische Biathletin.
Die in Lillehammer trainierende und in Vossestrand lebende und für den örtlichen Verein startende Jori Mørkve betreibt seit 1996 Biathlon. Trainiert wird sie von Geir Ole Steinsklett. Seit 1999 gehört sie dem norwegischen Nationalteam an.
Im Weltcup debütierte Mørkve 2001 bei einem Einzel in Oberhof (77.), wurde dann aber erst wieder 2005 bei einem Einzel in Antholz (49.) eingesetzt. Dazwischen lag 2002 ein Sieg in einem Einzel in Ål im Europacup. Erstmals bei Biathlon-Weltmeisterschaften nahm sie 2006 in Pokljuka teil und wurde mit Frode Andresen, Borghild Ouren und Lars Berger als Norwegens zweiter Staffel im Mixed-Rennen 23. Ihre beste Platzierung in einem Weltcup-Einzelrennen war ein 18. Platz in einem Sprint in Chanty-Mansijsk während ihrer erfolgreichsten Saison 2006/07. Noch erfolgreicher war sie mit der norwegischen Staffel, mit der sie 2006 bei einem Weltcup in Hochfilzen als Drittplatzierte an der Seite von Tora Berger, Ann Kristin Flatland und Linda Grubben auf das Podest steigen durfte. Auch bei den Mixed-Weltmeisterschaften 2006 in Pokljuka (23.) wurde Mørkve eingesetzt, bevor sie sich bei den Biathlon-Weltmeisterschaften 2007 in Antholz im Mixed mit Bronze ihre erste Weltmeisterschaftsmedaille erkämpfte, was sie auch mit der Damen-Staffel wiederholen konnte. In der Folgezeit konnte sie dieses Leistungsniveau jedoch nicht bestätigen und wurde meist im IBU-Cup eingesetzt. Die Einsatzzeiten im Weltcup wurden weniger, Weltcuppunkte konnte sie seit 2007 nicht mehr gewinnen. Seit 2009 wurde sie nicht mehr eingesetzt. Umso überraschender kam die Nominierung für die Biathlon-Weltmeisterschaften 2011 in Chanty-Mansijsk. Zuvor hatte Mørkve gute Leistungen im IBU-Cup gezeigt und unter anderem in Osrblie ein Einzel gewonnen. Bei der WM kam sie zu ihrem ersten Einsatz in einem Einzelrennen und wurde 79. über 15-Kilometer. Bei den Sommerbiathlon-Europameisterschaften 2011 in Martell gewann die Norwegerin nach dem achten Platz im Sprint im Verfolgungsrennen die Bronzemedaille.

## Erfolge
Ergebnisse bei Biathlon-Weltmeisterschaften:
| Weltmeisterschaft | Weltmeisterschaft | Einzel | Sprint | Verfolgung | Massenstart | Staffel | Mixedstaffel |
| Jahr              | Ort               | Einzel | Sprint | Verfolgung | Massenstart | Staffel | Mixedstaffel |
| ----------------- | ----------------- | ------ | ------ | ---------- | ----------- | ------- | ------------ |
| 2006              | Pokljuka          | –      | –      | –          | –           | –       | 23.          |
| 2007              | Antholz           | –      | –      | –          | –           | 3.      | 3.           |
| 2011              | Chanty-Mansijsk   | 78.    | –      | –          | –           | –       | –            |

## Statistik
Die Tabelle zeigt alle Platzierungen (je nach Austragungsjahr einschließlich Olympische Spiele und Weltmeisterschaften).
- 1.–3. Platz: Anzahl der Podiumsplatzierungen
- Top 10: Anzahl der Platzierungen unter den ersten zehn (einschließlich Podium)
- Punkteränge: Anzahl der Platzierungen innerhalb der Punkteränge (einschließlich Podium und Top 10)
- Starts: Anzahl gelaufener Rennen in der jeweiligen Disziplin
- Staffel: inklusive Mixed- und Single-Mixed-Staffeln

| Platzierung         | Einzel | Sprint | Verfolgung | Massenstart | Staffel | Gesamt |
| ------------------- | ------ | ------ | ---------- | ----------- | ------- | ------ |
| 1. Platz            |        |        |            |             |         |        |
| 2. Platz            |        |        |            |             |         |        |
| 3. Platz            |        |        |            |             | 3       | 3      |
| Top 10              |        |        |            |             | 5       | 5      |
| Punkteränge         | 3      | 2      | 3          |             | 6       | 14     |
| Starts              | 9      | 24     | 14         |             | 6       | 53     |
| Stand: Karriereende |        |        |            |             |         |        |